# Magnolia baillonii
Magnolia baillonii är en magnoliaväxtart som beskrevs av Jean Baptiste Louis Pierre. Magnolia baillonii ingår i släktet Magnolia och familjen magnoliaväxter. Inga underarter finns listade i Catalogue of Life.